# Leo Buerger
Leo Buerger, född 13 september 1879 i Wien, död 6 oktober 1943 i New York, österrikiskfödd amerikansk läkare och urolog.
Han utbildade sig vid Columbia University varifrån han utexaminerades 1901. Han praktiserade ett tag på Lennox Hill sjukhuset innan han for till Tyskland för att studera vid Breslaus kirurgiska klinik. Efter att ett tag ha haft privat praktik i USA blev han 1905 professor i urologi vid Mt. Sinai sjukhuset i New York. 1929 flyttade han till Los Angeles och var där verksam vid College of Medical Evangelists. 1934 återvände han till New York.